# Alloplasta superba
Alloplasta superba är en stekelart som först beskrevs av Léon Abel Provancher 1874.  Alloplasta superba ingår i släktet Alloplasta och familjen brokparasitsteklar.

## Underarter
Arten delas in i följande underarter:
- A. s. picta
- A. s. finitima
- A. s. iridescens